# Tricotomia
Tricotomia é a retirada dos pêlos antes de uma cirurgia através de um tricotomizador (jamais usar lâmina de barbear e de bisturi). Retira-se os pelos do local onde irá ser feita a cirurgia, e a retirada é feita para evitar algum tipo de infecção.
Esse procedimento é feito pela equipe de enfermagem no período pré-operatório.
Só deve ser realizado quando estritamente necessário e  duas horas antes da intervenção cirúrgica, na menor área possível
O uso de lâminas de barbear ou de bisturi está contra indicado. 